# Tosterups församling
Tosterups församling var en församling i Lunds stift och i Tomelilla kommun. Församlingen uppgick 2002 i Smedstorps församling.

## Administrativ historik
Församlingen hade medeltida ursprung. Församlingen införlivade omkring 1569 huvuddelen av Gärarps församling.
Församlingen var till 23 december 1632 annexförsamling i pastoratet Köpinge och Tosterup, som före omkring 1580 omfattade även Nedraby. Från 1632 till 1941 var församlingen i pastorat med Glemminge församling, före 29 mars 1688 som moderförsamling, därefter som annexförsamling. Från 1941 till 1972 ingick församlingen som  annex i pastoratet Glemminge, Tosterup och Bollerup, som före 1962 även omfattade Ullstorps församling och efter 1962 Ingelstorps och Övraby församlingar. Från 1972 till 2002 var församlingen annex i pastoratet Smedstorp, Kverrestad, Tosterup, Bollerup och Övraby, som från 1983 även omfattade Östra Ingelstads församling. Församlingen uppgick 2002 i Smedstorps församling.

## Kyrkor
- Tosterups kyrka